# Shendu, Anhui
Shendu (kinesiska: 深渡) är en köping i östra Kina. Den ligger i She härad i staden Huangshan i provinsen Anhui, omkring 260 kilometer sydost om provinshuvudstaden Hefei. Antalet invånare är 18 539. Befolkningen består av 9 237 kvinnor och 9 302 män. Barn under 15 år utgör 13,0 %, vuxna 15-64 år 72 %, och äldre över 65 år 13,0 %.